# 提鲁沃嫩塔布勒姆
提鲁沃嫩塔布勒姆（羅馬化：Thiruvananthapuram，馬拉雅拉姆語：[t̪iɾuʋɐnɐn̪d̪ɐpuɾɐm] ⓘ），前称特里凡得琅，是印度南端的一个城市，为喀拉拉邦的首府。拥有印度第五大国际机场特里凡得琅國際機場。目前提鲁沃嫩塔布勒姆已经发展成为印度最大的太空中心，著名的维克拉姆·萨拉巴伊航天中心就设在该市。旅游胜地，市南16公里的科瓦兰海滩号称南印度最美的海滩。